# Skylon Tower

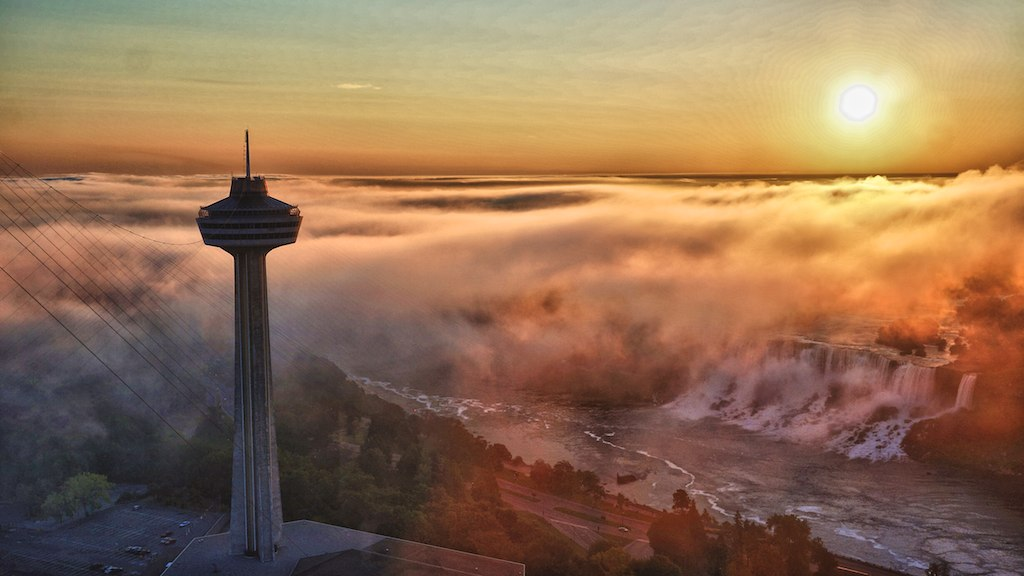
L’alba sulla Skylon Tower, con sullo sfondo le american falls

La Skylon Tower è una torre situata a Niagara Falls in Ontario, è un punto di osservazione sulla panoramica delle Cascate del Niagara.
La costruzione è iniziata nel maggio 1964 ed è stata inaugurata il 6 ottobre del 1965.